# Harvard (Massachusetts)
Harvard – miasto w Stanach Zjednoczonych, w stanie Massachusetts, w hrabstwie Worcester.